# ツバサ-RESERVoir CHRoNiCLE-の登場人物
ツバサ-RESERVoir CHRoNiCLE-の登場人物では、CLAMPの漫画『ツバサ-RESERVoir CHRoNiCLE-』、およびそれを原作とするアニメ『ツバサ・クロニクル〜年代記〜』に登場する登場人物について説明する。作品の設定上、CLAMPの他作品の登場人物も数多く登場しているため、初出となる作品名も併記する。

## 日本
『XXXHOLiC』の舞台と全く同じ。

## 玖楼国（くろうこく） / クロウ国
周辺を砂漠に囲まれている。政治形態は世襲制の完全王制。
『小狼』（シャオラン）
本作の主人公。飛王・リードが生み出した「写身」と、「本物」の2名が登場する。
詳しくは、ツバサ-RESERVoir CHRoNiCLE-のメインキャラクターを参照。
初出は『カードキャプターさくら』の李小狼（リ・シャオラン）。
桜 （サクラ）
本作のヒロイン。飛王・リードが生み出した「写身」と、「本物」の2名が登場する。
詳しくは、ツバサ-RESERVoir CHRoNiCLE-のメインキャラクターを参照。
初出は『カードキャプターさくら』の木之本桜（きのもと さくら）。
桃矢（とうや）声 - 三木眞一郎
玖楼国の王にして、桜の兄。シスコンらしく、小狼を快く思っていない。雪兎より年下の幼馴染。阪神共和国ほか各世界の桃矢は異世界の同一人物。
初出は『カードキャプターさくら』の木之本桃矢（きのもと とうや）。
雪兎（ゆきと）声 - 宮田幸季
月の力を持つ、玖楼国の神官。桃矢の幼馴染。夢によって未来を見ることができる。小狼と桜が恋仲になることや、同時に桜たちに起こる困難も見抜いた。小狼と記憶を失った桜を、侑子の元へと旅立たせた。
阪神共和国ほか各世界の雪兎は異世界の同一人物。
初出は『カードキャプターさくら』の月城雪兎（つきしろ ゆきと）。
藤隆（ふじたか）声 - 川島得愛
小狼の養父にして、各国を旅する考古学者。ある日、一人でいる小狼を見つけて養子とした。玖楼国には数年前に訪れ、そこにある遺跡で発掘作業をしてきた。
実は『小狼』が世界の理を崩す以前の、本来の玖楼国の王であり、サクラと桃矢の本当の父親。世界の理が崩れたことで人間関係も崩れ、小狼の義父兼考古学者となっただけである。
ラゴスタ号の藤隆（登場はテレビアニメのみ）は異世界の同一人物。
初出は『カードキャプターさくら』の木之本藤隆（きのもと ふじたか）。
撫子（なでしこ）
藤隆の妻で神官。夢見の力を持ち、幼い『小狼』が玖楼国に来ることも事前に見ていた。世界の理が崩れた後の玖楼国には登場しない。
初出は『カードキャプターさくら』の木之本撫子（きのもと なでしこ）。
クロウ・リード声 - 水島裕
玖楼国の王で、飛王・リードの兄。藤隆の願いを認め、遺跡の発掘を許した。
本来は『カードキャプターさくら』の住人だったが、世界の理が崩れたため、大切なケルベロス&月（ユエ）と別れてこの世界にやってきた。サクラと桃矢の父親ではあるが、本来の父親ではない。壱原侑子とも親友。彼がこの世界に来た理由は、己の願いを完全に叶えさせようとした弟飛王の事に関して、罪悪感と責任を感じた為。
初出は『カードキャプターさくら』のクロウ・リード。

## 飛王一派
本作の主な敵組織。目的は桜の記憶の羽根を手に入れることであり、桜を助けることを目的としている小狼一行と敵対関係にある。
飛王・リード（フェイワン・リード） / 飛王（フェイワン）
声 - 中多和宏、OAD版/てらそままさき
本作の黒幕で、多数の配下を持つ。桜の力を手に入れるべく、小狼たちを監視し、干渉をも行っている。クロウ・リードの弟。不適な笑みを浮かべた謎の多い狡猾な男。一族の中では、兄に次ぐ強い魔力を持っているらしい。
桜の躯と玖楼国の遺跡を使い、「時空を越える力」を手に入れて、過去に叶えられなかった願い（死んだ侑子を生き返らせて、自身が兄クロウ以上の魔術師だと証明すること）を叶えようとしている。自分の願いを遂げるためならば、どんな犠牲も厭わない。策を弄しつつ、様々な魂を集め、様々な先手を打って来る。侑子が必死に追跡した結果、（現在）時間の止まった玖楼国の遺跡に居る。そこで、『小狼』達と熾烈な戦いを繰り広げたが、結局彼らの力に圧され黒鋼に斬られて消滅・死亡した。
ファイ・D・フローライトは、正体は強い魔力を持つ人の具現化した願いだと提案する。アニメでの正式な表記は「飛王」、呼び方は「飛王・リード」である。
本作のオリジナルキャラクター。
星火（シンフォ）
声 - 小林沙苗
飛王と同じ場所にいる謎の女。飛王に対する口調こそ丁寧で、一見彼の配下に見えるが、冷酷さを嫌っており、恭順しているという風でもない。『小狼』を侑子の元に送った。後に飛王に殺されたが、彼女も何者かを模して創られた者であった。
本作のオリジナルキャラクター。
カイル＝ロンダート
声 - 宮本充/OAD版：大原崇
ジェイド国のスピリットで診療所を開いていた医師。小狼達一行を自らの診療所に泊めた。評判のいい人物だったが、実は子供たちに暗示をかけて桜の羽根を狙っていた。飛王の部下であり、ピッフル国や日本国に現れ、躯のみとなった桜を連れ去り、飛王の身代わりとして黒鋼に殺された。
本作のオリジナルキャラクター。
酒場の店主声 - 千田光男
スピリットの南の町にある酒場の店主。小狼たちにスピリットの町の伝説を吹き込んだ張本人であり、実は飛王・リードの部下。ピッフル国のドラゴンフライレーサー（テレビアニメには社長秘書として登場）は異世界の同一人物。
上記の4名以外にも、飛王の女性の取り巻きや飛王に造られた戦闘員などがいる。

## 日本国（にほんこく） / ニホン国
侑子たちのいる日本とは別の世界。黒鋼一家はオリジナルキャラクターである。
黒鋼(くろがね)
声 - 稲田徹
知世姫に仕える忍者だが、訳あって小狼や桜と行動を共にする。
詳しくは、ツバサ-RESERVoir CHRoNiCLE-のメインキャラクターを参照。
知世（ともよ）
声 - 坂本真綾
白鷺城の姫巫女で、結界を張る力を持っている。天照の妹で、冠名は月読（つくよみ）。殺生をやめない黒鋼を異世界へ旅立たせた張本人。幼少の頃、暴走した黒鋼を鎮めている。ピッフル国の知世＝ダイドウジ及び鳥カゴの国の知世姫は異世界の同一人物。道中でも黒鋼の夢へ渡り、度々彼らを見守っていた。夢見の力は、一行を日本国に来させる対価として渡している。黒鋼の母の遺言に従い、本物の銀竜を隠し持っていた。黒鋼の主であり、真の名を知る唯一の人物。飛王に相打ちという形で殺されそうになっていた黒鋼とファイを仲良くさせ、彼らの抹殺を阻止した人物。怪談話が好き。
初出は『カードキャプターさくら』の大道寺知世（だいどうじ ともよ）。
蘇摩（そうま）
声 - 甲斐田裕子 / OAD版：柚木涼香
白鷺城の忍者で、知世と天照に仕えている。真面目な性格で、忍者隊隊長格の模様。黒鋼の性格に手を焼いていた。桜都国の蘇摩は異世界の同一人物。
初出は『聖伝-RG VEDA-』の同名人物。
天照（あまてらす）
声 - 笠原弘子 / OAD版：名塚佳織
日本国の帝で、知世の姉。かなりの実力を持っている様子。彼女も怖い話が好きなため、配下の忍たちを集めては怪談を披露していた。
初出は『聖伝-RG VEDA-』の乾闥婆王（けんだっぱおう）、持国天（じこくてん）。
黒鋼の父 / 黒鋼
声 - 磯部勉
諏倭領の領主。物語開始時点で既に故人。息子の黒鋼（鷹王）とは瓜二つ。表情豊かで、妻のことを大切に思っている。魔物討伐に向かうが、返り討ちに遭う。
黒鋼の母 / 諏倭姫
声 - 玉川紗己子
諏倭領の結界を守る巫女。夫同様、物語開始時点で既に故人。体が弱かったらしい。祈りの途中に飛王・リードにより剣で刺される。どことなく知世姫に似ている。

## セレス国
ファイ・D・フローライト
アシュラ王に仕える魔術師だが、訳あって小狼や桜と行動を共にする。
本作のオリジナルキャラクター。
詳しくは、ツバサ-RESERVoir CHRoNiCLE-のメインキャラクターを参照。
アシュラ王
セレス国の王。ファイに『使えば使うほど強くなる魔力』を封じる刺青を施した。国民を想う良き王であったが、ある日を境に国民の惨殺を始める。人を殺めれば殺めるほど魔力が強くなる体質らしい。徐々に狂って行く自分を、ファイに殺させようとすることで、彼の呪いを解いてあげたかった。
ファイが旅立つ際、彼の力によって眠りに就くが、旅の一行がインフィニティでのチェス大会に参加している最中に目覚める。その後セレス国に戻ったファイや黒鋼と一戦を交えた末、黒鋼に刺され正気を取り戻す。そしてファイの身を案じつつも安らかな表情を浮かべ逝去した。
初出は『聖伝-RG VEDA-』の阿修羅王。
チィ
声 - 名塚佳織
ファイが作った少女型の人工生命体。眠りについたアシュラ王を守っていた。正体はサクラ姫の羽根そのもの。ファイが自分の双子の兄弟の躯を保存するため、自分たちの母親に似せて作った。インフィニティのフレイヤと共鳴し、三つの世界の道を繋いだ後にサクラに羽根を返し消滅する。
初出は『ちょびっツ』のちぃ。

## 次元を旅する者
星史郎（せいしろう）声 - 東地宏樹
小狼に体術を教えた男。桜都国では、新種の鬼児（おに）を統べる者として登場。冷酷な性格で、回数限定の異世界を渡る能力を侑子から授かっている（対価は自分の右目）。生業は吸血鬼を狩ることで、自分を吸血鬼にした昴流とその双子の神威を捜しているが、何故か空振りばかり。弟とは別々に異世界を旅しているらしい。桜の羽根を一つ持ち、エドニス国では仮想現実である桜都国を羽根の力で現実化した。彼の次元移動は自分が望む、好きな次元へ移動できるそうである。
日本国に現れた際の発言から、過去に『小狼』の父親と会ったことがあるらしい。封真に言わせれば、どうも相手を焦らす悪戯が好き。
初出は『東京BABYLON』の桜塚星史郎（さくらづか せいしろう）。
封真（ふうま）声 - 岸祐二
東京（砂の国）ではタワーを守るメンバーのリーダーであり、サングラスをかけている。実は星史郎の弟で、侑子とは顔見知りかつ御用聞きでもある問題児。兄と同じく異世界を旅する狩人。狩るのは各世界の貴重なモノ達。それを異世界を渡る対価として侑子に分割払いしながら、黒鋼の義手調達もした。日本国では、星史郎と『小狼』の戦いの様子を見届けた。
初出は『X』の桃生封真（ものう ふうま）。
神威（かむい）声 - 宮野真守
東京（砂の国）では都庁を守るメンバーのリーダーにして、吸血鬼の双子の一人。3年ほど前に突然都庁に現れて以来、都庁の水を守りつつ、本当は水の中で眠る昴流が目覚めるのを待っていた。吸血鬼の原種であり、その血には飲んだものを吸血鬼にする力がある。瀕死状態のファイを助けるためにその血を与えた。冷静冷着で口数少なく、他人に対しての接し方もあまり好意的ではないが、双子の昴流とはお互い信頼し合っている。あまり感情を見せないし、滅多に穏やかな顔を見せない。力は強いが、封真には一歩劣るところもある。自分達が逃げる相手の星史郎の話題にはとても敏感で、名前を聞いただけで怒りを露わにする程である。昴流を大切に思っている。
『小狼』達が東京を旅立った後、東京を去った。
初出は『X』の司狼神威（しろう かむい）。
昴流（すばる）声 - 下野紘
神威と双子で、吸血鬼の原種。東京 (砂の国)に来た際、水の中にあるサクラの羽根を守ろうとする力に巻き込まれ、眠り続けていた。小狼たちが東京を訪れた際には、眠りに巻き込まれそうになった桜を助けようとした。眠りから覚めたとき、小狼の覚醒騒動のせいで地下の水がなくなったことに責任を感じ、侑子に大量の水を願い出る。過去に星史郎を助けるために血を与え、それゆえに彼に追われている。穏やかな性格で、言葉遣いも優しく、神威を大切に思っている。
侑子曰く、先天的な吸血鬼は驚異的な治癒能力を持っている。後天的な者（星史郎やファイなど）は人間より少し丈夫で、年を取るのが多少遅くなるだけである。不老不死ではないし、太陽や聖水に影響されない。

『小狼』達が東京を旅立った後、東京を去った。
初出は『東京BABYLON』の皇昴流（すめらぎ すばる）。

## 阪神共和国
大阪をモチーフにしたような感じの国で、国のかたちが虎型。別名虎の国。この国に居る人間には必ず巧断（くだん）が一つ憑く。アニメではハンシン共和国。
有洙川空汰（ありすがわ そらた）声 - 陶山章央
阪神共和国に来た小狼達を招き入れた、下宿屋の主人兼歴史教師。大阪弁口調（阪神共和国では古語）。ノリ好きな愛妻家。各世界の空汰（国によってはアニメ版のみ）は異世界の同一人物。

初出は『X』の同名人物。
有洙川嵐（ありすがわ あらし）声 - 平松晶子
空汰の妻で、下宿屋の管理人。空汰と結婚する前は巫女であり、今でも霊力がある。口数少なく、礼儀正しい。空汰を冷淡な態度で接しているも、心底では惚れている模様。各世界の嵐（国によってはアニメ版のみ）は異世界の同一人物。
初出は『X』の鬼咒嵐（きしゅう あらし）。
浅黄笙悟（あさぎ しょうご）声 - 檜山修之
阪神共和国で活躍する自警団「ゴーグルチーム」のリーダー。縄張り争いが好きで、よく辺りの建造物を壊している。自警団のリーダーらしく、無闇に暴れるようなことはしない。憑いている巧断は、水を操るエイ姿でありトップクラスの力を持つ。小狼を気に入っている様子。プリメーラの彼氏で、彼女とはたまに遊ぶようだが、実家の酒屋の手伝いで忙しく、あまり相手にしてないようだ。正義に非常に慕われている。各世界の笙悟（名はアサギの場合も、国によってはアニメ版のみ）は異世界の同一人物。
初出は劇場版『X』の同名人物。
斉藤正義（さいとう まさよし）声 - 瀧本富士子
阪神共和国に住む少年で、彼に似た姿をした上から4番目に強い巧断を憑けている。笙悟の戦いに巻き込まれかけたところを、小狼に助けられた。一番強い巧断を憑けられる者に憧れている。実は、彼自身もかなりの心の強さと潜在能力を秘めている。後に、笙悟に誘われて彼の自警団に入った。ピッフル国の正義は異世界の同一人物。
初出は『CLAMP学園探偵団』の同名人物、巧断は『魔法騎士レイアース』のサンユン（もしくは「巨大サンユン」）。
木之本桃矢（きのもと とうや）
声 - 三木眞一郎
お好み焼き店「鶴橋 風月」（アニメ版では「星月」）の店員。小狼に玖楼国王である桃矢と間違われて以来、あだ名が「王様」になった（各世界の「桃矢」のあだ名も「王様（もしくは元･王様）」）。各世界の桃矢（国によってはアニメ版のみ）は異世界の同一人物。
初出は『カードキャプターさくら』の同名人物。
月城雪兎（つきしろ ゆきと）
声 - 宮田幸季
お好み焼き店「鶴橋 風月」（アニメ版では「星月」）の店員。各世界の雪兎（国によってはアニメ版のみ）は異世界の同一人物。
初出は『カードキャプターさくら』の同名人物。
蟹夫（かにお）
声 - 桜井敏治
笙悟のチームとナワバリ争いをしているチームのリーダー。体の一部を刃物にする巨大なカブトガニのような一級巧断をあやつる。正義には嫌われている。桜都国の運送業者とピッフル国のドラゴンフライレーサー（共にガヤとして登場）は異世界の同一人物。
本作のオリジナルキャラクター。
プリメーラ
声 - 望月久代
阪神共和国で人気のアイドルであり、笙悟とは恋仲。笙悟が大好きで、彼が実家の手伝いなどで忙しくてなかなか会えない事に不満を覚えている。天衣無縫な性格。わがままで自己中心的な所がある上に思い込みが激しい。時には、思いつきでとった行動が周囲に迷惑をかける。彼女の拡声器型巧断もトップクラス並みで、吹き込まれた声を具現化し文字を立体化、かつ巨大化して相手を攻撃するという攻撃をする。ダローガ公国のプリメーラ（登場はアニメ版のみ）は、異世界の同一人物。
初出は『魔法騎士レイアース』の同名人物。

## 高麗国
古代朝鮮（高麗、李氏朝鮮）のような雰囲気を持つ国。アニメ版ではナユタヤ国。政治形態は地方自治と中央統治が混ざっている様子。世界観は『新・春香伝』そのもの。小狼たちは蓮姫（リョンフイ）を訪れた。

### 蓮姫
春香（チュニャン）声 - 伊藤静
蓮姫に住む少女。男勝りで勝気な性格。母親を殺した領主のことが大嫌いで、暗行御史が来るのを待っていた。領主との戦いでは、苦戦を強いられた小狼を鏡を使った秘術で助ける。ピッフル国のドラゴンフライレーサーは異世界の同一人物。
初出は『新・春香伝』の同名人物。
春香の母 / チェニャン声 - 山口由里子
高麗国でも指折りの秘術師（シンバン）。薬作りに長けている。秘妖と同等の実力者だったが、民衆を虐げる今の領主に立ち向かって戦い、彼に殺される。名前は不明、オモニは朝鮮語で「母親」を意味する。
初出は『新・春香伝』の明華（ミョンファ）。
領主（リャンバン） / タンバル声 - 大塚周夫
蓮姫を治める領主。元は流れの秘術師だったが、1年前に桜の羽根を手に入れたことで得た強大な力を使い、時の領主を追い出した。春香の母親を殺した張本人。息子とともに小狼との戦いで負け、秘妖の国に連れて行かれた（アニメ版ではその後キィシムに殺される）。ピッフル国のドラゴンフライレーサー、ラゴスタ号船長は異世界の同一人物。
本作のオリジナルキャラクター。なお、『新・春香伝』の両班は全くの別人である。
領主の息子 / ブルガル声 - 梅津秀行
父の秘術と権力を利用して、民衆に理不尽な暴力を繰り返していたが、小狼との戦いの後に秘妖の国に連れて行かれた。アニメ二期では羽根の力で秘妖の国を乗っ取る。ピッフル国のドラゴンフライレーサーは異世界の同一人物。
本作のオリジナルキャラクター。父と同様、『新・春香伝』の両班の息子は全くの別人である。
秘妖（キイシム）声 - 勝生真沙子
秘術師と同様に秘術を使える一族の中で、特に強い力を持つ女性（アニメでは秘妖の女王）。高麗国では正に最強。過去に、春香の母と戦ったこともある。現領主により、秘術が込められた石で操られていたが、黒鋼によって自由になる。その後、領主とその息子を秘妖の国へ連れ去った。
初出はアニメ版『魔法騎士レイアース』のデボネア。

### 暗行御吏 / 密偵衆
各国の領主が圧制を敷いていないか、監視するべく高麗国の政府が放った隠密。蓮姫に入ろうとしていたが、領主の秘術の影響で入ることが出来ず、入れたのは小狼たちによって平和が取り戻された後だった。モデルは暗行御史。
暗行御吏（アメンオサ） / 密偵衆（みっていしゅう）
声 - 比嘉久美子、恒松あゆみ、中川亜紀子
3人とも、ピッフル国では妹之山残・鷹村蘇芳・伊集院玲として登場し、しかも異世界の同一人物である。
初出は『学園特警デュカリオン』の妹之山残（いものやま のこる）、『破軍星戦記』の鷹村蘇芳（たかむら すおう）、『20面相におねがい!!』の伊集院玲（いじゅういん あきら）。

## 霧の国（きりのくに）
霧のかかった森の中に、ただ湖だけがあるという世界。湖の底にはミニチュアのような小さな町（作中では湖の国）がある。この町にもちゃんと人々は住んでいる。ただ、この世界に桜の羽根はなかった。
光る魚 / 怪魚
声 - 野沢雅子
光る体で水底の町全体を照らす大きな魚。その鱗には、水に触れると蛍光塗料のように発光する力があった。原作では喋らなかったが、テレビアニメでは桜に「お前は何故、何のためにここにいる」と問いかけた。
本作のオリジナルキャラクター。

## ジェイド国
童話等の世界をモチーフとした、森林に囲まれた雪国。小狼たちはスピリットという町を訪れた。このころから飛王・リードの介入が見え始める。エメロード以外は全員本作オリジナルキャラクター。
グロサム
声 - 寺杣昌紀
スピリットの町の大地主。小狼一行が到着した際、村に入ることを嫌がった。気難しい性格だが、子供思いである。ピッフル国のドラゴンフライレーサーは異世界の同一人物。
町長
声 - 篠原大作
スピリットを治める老父。凶作と子供の失踪事件に心を痛めていた。ピッフル国のドラゴンフライレーサーは異世界の同一人物。
自警団団員
声 - 川田紳司
何かと血気盛んなスピリットの自警団リーダー。町の子供が桜と共に行方不明になった際、小狼たちを疑い同行した。ピッフル国のドラゴンフライレーサーは異世界の同一人物。
エメロード
声 - 島本須美
300年前、桜の羽根の力で子供たちを自らの城に匿い、伝染病から救った姫。小狼たちの訪れた時点では、既に幽霊だった。
初出は『魔法騎士レイアース』の同名人物。

## 桜花国
妖精遊園地（フェアリーパーク）などを興業の中心としている国。アニメ版ではエドニス国。この国での登場人物の描写のほとんどは、桜都国内での出来事、またはそれが現実世界に実体化したもののため、桜花国における現実の姿と同一とは限らない。
猫依護刃（ねこい ゆずりは）声 - 千葉千恵巳
鬼児（おに）狩りを職業とする14歳の少女。犬鬼（いぬき）を連れている。サクラとファイの開く「猫の目」を気に入り、サクラと友達になる。各世界の護刃は異世界の同一人物。
初出は『X』の同名人物。同作でも式神としての犬鬼を連れている。
志勇草薙（しゆう くさなぎ）声 - 石母田史朗
譲刃と組んでいる、鬼児狩り。両手に鉄の爪を装着している。各世界の草薙は異世界の同一人物。
初出は『X』の同名人物。
龍王（りゅうおう）声 - 皆川純子
大剣を武器とする鬼児狩り。戦うことが好きで、小狼と意気投合する。各世界の龍王は異世界の同一人物。
初出は『聖伝-RG VEDA-』の同名人物。
蘇摩（そうま）声 - 甲斐田裕子
龍王と組んでいる、鬼児狩り。日本国の蘇摩は異世界の同一人物。
初出は『聖伝-RG VEDA-』の同名人物。
絵里衣（えりい）&威（たけし）&健多朗（けんたろう）声 - 林真里花（絵里衣）
情報屋を営む女性とその二人の助手。ピッフル国のドラゴンフライレーサーは異世界の同一人物。
初出は『学園特警デュカリオン』の宙尊寺絵里衣（ちゅうそんじ えりい）、秋海洞威（しゅうかいどう たけし）、東国丸健多朗（ひがしくにまる けんたろう）。
カルディナ声 - 浅川悠
酒場・白詰草（クローバー）のバーテンダー。大阪弁を話す。
初出は『魔法騎士レイアース』の同名人物。
織葉（おるは）声 - 千葉紗子(歌：窪田啓子)
白詰草の専属歌手。その正体は桜都国の制作関係者の一人にして、最強（イの一）の鬼児。ピッフル国のドラゴンフライレーサーは異世界の同一人物。作者曰く「本作の織葉は、死んだある制作関係者をモチーフにした人工生命体」。
初出は『CLOVER』の同名人物。
千歳（ちとせ）声 - 本多知恵子
妖精遊園地の設計者の一人で、桜都国の管理人。
初出は『ちょびっツ』の日比谷千歳（ひびや ちとせ）。

### 桜都国（おうとこく）
桜花国にあるテーマパーク、妖精遊園地（フェアリーパーク）内のアトラクション「夢卵（ドリームカプセル）」の中で繰り広げられる、大正時代頃の日本の街をモチーフとした仮想現実のゲーム世界。住人のモチーフも、『ちょびっツ』のパソコンや『ANGELIC LAYER』の天使などである。
すぐやる課職員声 - 神田理江
市民登録から鬼児狩りへの報酬の支払いまで受け付ける、市役所の職員。
初出は『ANGELIC LAYER』の天使・ブランシェ。
すもも&琴子（ことこ）声 - 清水愛（すもも）、下屋則子（琴子）
小人の塔の奥に住んでいる少女たち。星史郎が新種の鬼児ではなく干渉者であることを告げた。城塞都市ビットのすもも・琴子は異世界の同一人物。
初出は『ちょびっツ』の同名パソコン。

## 偶像の国（ぐうぞうのくに）
密林の中の世界。言葉を喋るウサギによく似た生物と遭遇した。そして小狼一行は、その生物たちを困らせている魔物を退治することになったが、魔物の正体は竜巻だった。ただし、この国のウサギのような生物は熱帯雨林のような場所に住んでいるのに体毛がふさふさしている等謎が多い。この外見から、ファイからは「ふわもこ」ちゃんと呼ばれたが、名前は一切明かされていない。
東京編前の連載エピソードでは唯一アニメ化されていない。

## 紗羅ノ国（しゃらのくに）
鈴蘭一座と陣社が啀み合っている世界。小狼らが修羅ノ国に行って、帰って来たときには啀み合いは無くなっていた。
鈴蘭（すずらん）
声 - 川澄綾子
紗羅ノ国の遊花区を拠点とする、女旅芸人一座・鈴蘭一座の主人。男勝りで一座の用心棒もつとめる。蒼石のことが好き。ピッフル国のドラゴンフライレーサーは異世界の同一人物。
本作のオリジナルキャラクター。
火煉太夫（かれんだゆう）
声 - 岡本麻弥
鈴蘭一座の花形。鈴蘭のことを心配している。また、鈴蘭一座と陣社の啀み合いをよく思っていない。ピッフル国のドラゴンフライレーサーは異世界の同一人物。
初出は『X』の夏澄火煉（かすみ かれん）。
蒼石（そうせき）
声 - 岩永哲哉
遊花区と対立する陣社の陣主。おっとりした人物だが、血気盛んな氏子たちをしっかりまとめている。
本作のオリジナルキャラクター。

### 修羅ノ国（しゅらのくに）・夜魔ノ国（やまのくに）・月の城（つきのしろ）
空に浮かぶ戦場で、戦いばかりが続く世界。実は紗羅ノ国の過去世界であり、『聖伝-RG VEDA-』後の世界。
阿修羅王（あしゅらおう）
声 - 本田貴子
修羅ノ国の阿修羅族を統べる王。武術とともに、舞踊も得意とする。修羅ノ国に落ちた小狼と桜を城に招いた。男でも女でもない。セレス国のアシュラ王と名前や外見は似ているが、全く関係はなく、いわゆる他人の空似。
初出は『聖伝-RG VEDA-』の阿修羅（あしゅら）。
夜叉王（やしゃおう）
声 - 増谷康紀
阿修羅族と対立する夜叉族を統べる王。小狼たちと離れ半年前の夜魔ノ国に落ちた、黒鋼とファイを従えている。剣術の腕は阿修羅王と同等だったが、病を患い、顔に傷を負った。数日後のある夜、逝去し魂だけとなって阿修羅王の許を訪れた。
初出は『聖伝-RG VEDA-』の同名人物。
倶摩羅（くまら）
声 - 安井邦彦
阿修羅王の側近で、彼女（?）に好意を寄せていたが、それに気づいてもらえなかった模様。
初出は『聖伝-RG VEDA-』の倶摩羅天（くまらてん）。

## ピッフル国 / ピッフルワールド
機械文化が発達しており、空中を飛ぶ乗り物「ドラゴンフライ」によるレースも盛んな国。椅子に高性能のポリグラフを組み込むことが出来るほど、技術力が高い。「ドラゴンフライ」は、小島良由起のハンドルネームでもある。
ドラゴンフライレースの予選は原作版では上位20位以内までが決勝進出となっていたが、テレビアニメでは12位以上である。ドラゴンフライレースの参加者には、多数の異世界の同一人物が登場した（カイル＝ロンダートだけが全く同じ人物）。
知世＝ダイドウジ（ともよ＝ダイドウジ）声 - 坂本真綾
ドラゴンフライレースを主催する「ピッフル・プリンセス社」の社長。自社の発掘グループが発見した桜の羽根を、充電電池としてドラゴンフライレースの優勝賞品とした。桜をドラゴンフライレースのヒロインに指名した張本人にして、彼女の友達。日本国の知世姫は異世界の同一人物。
笙悟＝アサギ（しょうご＝アサギ）声 - 檜山修之
ピッフル国の自警団を統べるリーダー。ドラゴンフライレースでは、いつも上位に名を連ねる。ドラゴンフライ機体名称はイエロータイガー号。阪神共和国の浅黄笙悟は異世界の同一人物。
妹之山残（いものやま のこる）声 - 比嘉久美子
ピッフル国の隣国にあるメガカンパニー「イモノヤマ・カンパニー」の末弟。知世＝ダイドウジとは幼馴染。笙悟と共に不正を働く者の発見に力を注ぐ。ドラゴンフライ機体名称はフライングレディ号。高麗国の暗行御吏は異世界の同一人物。
鷹村蘇芳（たかむら すおう）声 - 恒松あゆみ
残の随行員。高麗国の暗行御吏は異世界の同一人物。
伊集院玲（いじゅういん あきら）声 - 中川亜紀子
残の随行員。高麗国の暗行御吏は異世界の同一人物。
空汰、正義、他自警団団員
阪神共和国の異世界の同一人物。詳細は#阪神共和国を参照。
春香、領主、領主の息子
高麗国の異世界の同一人物。詳細は#高麗国を参照のこと。
グロサム、町長
ジェイド国の異世界の同一人物。詳細は#ジェイド国を参照。
龍王、護刃、草薙、織葉、絵里衣、健多朗、威
桜都国の異世界の同一人物。詳細は#桜花国を参照。
鈴蘭、火煉太夫
紗羅ノ国の異世界の同一人物。詳細は#紗羅ノ国（しゃらのくに）を参照。
キーファ、シャルメ
シュトルム国の異世界の同一人物。原作には登場しない。詳細は#シュトルム国を参照。
ドラゴンフライレーサーA（仮名）
本作内での名前は不明。ドラゴンフライ機体名称はガルーダ号。
初出は『聖伝-RG VEDA-』の迦楼羅王（かるらおう）。
ドラゴンフライレーサーB（仮名）
本作内での名前は不明。ドラゴンフライ機体名称はウィザード号。
初出は『ANGELIC LAYER』の三原王二郎。

## レコルト国
魔法が一般に認知され、学校で教えられているほど生活に浸透している国。箒で空を飛ぶだけでなく、列車までも魔力で空を飛ぶ。そこの図書館には、開いた人の記憶を次に開いた人に見せる「記憶の本」がある。小狼はその「記憶の本」を読んだことをきっかけに黒鋼の過去を知ることになった。
司書A、司書B声 - 柚木涼香（司書A）、中塚玲（司書B）
2人とも中央図書館にいる司書であり、規律に厳しい。
初出は『ANGELIC LAYER』の城乃内最（じょうのうち さい）、斉藤楓（さいとう かえで）。

## 東京（砂の国）
人がいる所は東京23区くらいしか残っていない。この世界は『東京BABYLON』や『X』と同じ世界ではない。都庁のメンバーとタワーのメンバーは水を巡って争っていたが、『小狼』たちの行動をきっかけに和解した。神威、昴流、封真についてはツバサ-RESERVoir CHRoNiCLE-の登場人物#次元を旅する者を参照。

### 都庁のメンバー
神威と共に都庁を守っている6人。星史郎の代わりに塔城霞月が加わっている。
遊人（ゆうと）声 - 川島得愛
都庁を守るメンバーの一人。
初出は『X』の麒飼遊人（きがい ゆうと）。
颯姫（さつき）声 - 千葉紗子
都庁を守るメンバーの一人。医大生。
初出は『X』の八頭司颯姫（やとうじ さつき）。
草薙（くさなぎ）声 - 三宅健太
都庁を守るメンバーの一人。桜都国の志勇草薙、及びピッフル国のドラゴンフライレーサーは異世界の同一人物。かなりの大男。
初出は『X』の志勇草薙（しゆう くさなぎ）。
牙暁（かきょう）声 - 斎賀みつき
都庁を守るメンバーの一人。夢見の力がある。女性らしい風貌。
初出は『X』の玖月牙暁（くづき かきょう）。
那たく（なたく）＆霞月（かづき）声 - 高山みなみ（2役）
2人とも都庁を守るメンバーである。
初出は『X』の那たく&塔城霞月（とうじょう かづき）。

### タワーのメンバー
封真と共に都庁に来た6人。昴流の代わりに砕軌玳透が加わっている。
空汰（そらた）声 - 遠近孝一
各世界の空汰（国によってはテレビアニメ版のみ）は異世界の同一人物。
嵐（あらし）
各世界の嵐（国によってはテレビアニメ版のみ）は異世界の同一人物。
護刃（ゆずりは）声 - 遠藤綾
ピッフル国ほか各世界の護刃は異世界の同一人物。
火煉（かれん）声 - 川上とも子
各世界の火煉は異世界の同一人物。
征一狼（せいいちろう）
初出は『X』の蒼軌征一狼（あおき せいいちろう）。
砕軌玳透（さいき だいすけ）
初出は『X』の砕軌玳透（さいき だいすけ）。

## チェスの国（インフィニティ）
ビジョン家（裏ではマフィア）の主催する、人を駒とする危険なチェストーナメントを行う国。違法に掛け金を募り、チェスになぞらえて戦わせるが、それによって死ぬときもある。チェスでは、マスターと駒（ピース）3名が一組となって競う。駒はマスターの精神力によって行動が制限され、マスターの精神力が弱いと駒は自分の実力を発揮することが出来ない。精神力が保てず駒が負けるとマスターも廃人になる。
イーグル
ビジョン家の当主でチェスの主催者。一行が最終戦へ進むことが決定した夜、サクラを食事に誘いチェスに参加している目的を問う。最終戦でのマスターを務める。
初出は『魔法騎士レイアース』の同名人物。
ランティス、ジェオ、ザズ
イーグルの駒。
初出は『魔法騎士レイアース』の同名人物。ザズのみ名前だけ登場する。
ヒカル
インフィニティ最強の機械人形。容姿は天使（エンジェル）・ヒカルそのもの。
初出は『魔法騎士レイアース』の獅堂光（しどう ひかる）。

## 香港
転生した写身のさくらを含めた中学生4人が修学旅行で香港に来た。そこでさくらは、同じく転生した写身の小狼と出会う。日本と同じ次元にある（小狼とさくらの息子『小狼』は、日本に在る侑子のミセへと一人で来られた）。
光、海、風（ひかる、うみ、ふう）
3人ともさくらの同級生。光は天然ボケで黒髪、海は光を弄る。
初出は『魔法騎士レイアース』の獅堂光、龍咲海（りゅうざき うみ）、鳳凰寺風（ほうおうじ ふう）。

## アニメオリジナル

### シュトルム国
闘技場でゾラの雷を使って、強さを競い合う大会が行われている国。優勝すると聖なる宝物が与えられるため、小狼たちもその大会に参加する。
キーファ声 - 神谷浩史
怪我をして大会に出られなかった青年。シャルメのために聖なる宝物を狙っていた。小狼と戦うが、聖なる宝物がサクラの羽根でないことが判った小狼からこれを受け取る。ピッフル国のドラゴンフライレーサーは異世界の同一人物。
シャルメ声 - 豊口めぐみ
キーファと結ばれる為に古代の遺跡に入り、呪いを受けた女性。その呪いを解くために二人は大会を訪れた。ピッフル国のドラゴンフライレーサーは異世界の同一人物。

### ツァラストラ国
（第1部）山が突然崩れ、空中に浮かぶ神殿が現れた町。その神殿に最初にたどり着いた者は何でも一つ願いが叶えられる。小狼たちも神殿を目指すが、途中で飛王の兵に遭遇する。
（第2部）飛王の干渉で再びこの国に訪れた小狼たちは、甦った人々が再び消えることを知る。それを知った小狼たちは、空汰たちと協力し、2枚目の羽根を探し出して神像に再び願いをかけて消えゆく人々を救おうとする。
空汰声 - 陶山章央
甦ったものはいずれ消えるというお告げに抗うため、羽根を求める青年。各世界の空汰は異世界の同一人物。
嵐声 - 平松晶子
空汰の妻で、甦った空汰が無茶をするのを心配していたが、実は彼女も空汰の後を追って神殿に向かっていた。各世界の嵐は異世界の同一人物。

### ポルトリア国（ラゴスタ号・亡霊の島）
小狼一行が到着したのは一面の海。そこで、ラゴスタ号と言う名の船に救助された小狼たちは、羽根の気配を感じることができなかったものの、自分の養父にそっくりな少年、藤隆に出会った小狼の希望で船に乗り組む。しかしラゴスタ号は航行中に嵐に遭い、海に投げ出された小狼と藤隆は、伝説で亡霊が住む島に漂着する。
タンバル声 - 大塚周夫
ラゴスタ号の船長。ナユタヤ国のタンバルは異世界の同一人物（ナユタヤ国のタンバルより穏やかな性格）。
藤隆声 - 川島得愛
ラゴスタ号の機関長を務める少年。玖楼国の藤隆は異世界の同一人物。少年としての姿は、本作アニメにおいて初めての活躍した（CCさくらにおいてはシルエットの登場のみ）。

### 城塞都市ビット
魔法が一般的に認知され、国民が一斉に見た夢に現われた人物が王様を務める世界。ファイの魔法の力を見込んで、ずっと夜が続く原因を解決して欲しいと頼まれるが、ファイは断る。
桃矢声 - 三木眞一郎
食べ物を作り出す魔法を使う事ができ、飲食店を営む青年。以前に国王を務めたことがあり、あだ名は「元王様」。各世界の桃矢は異世界の同一人物。
雪兎声 - 宮田幸季
衣服を作り出す魔法を使う事ができる青年。各世界の雪兎は異世界の同一人物。
すもも・琴子声 - 清水愛（すもも）、下屋則子（琴子）
魔法によって作られた存在で、どちらも王の補佐役。感情が無いためか、王に仕事をさせるためにはかなりの強引な手段も厭わない。桜花国のすもも・琴子は異世界の同一人物。
チィ声 - 名塚佳織
生命創造の魔法によって作られた少女。夢によって次の王に決まったが、なぜか王の仕事を拒んでいる。魔法によって作られているため、都市の外に出ることが出来ない。セレス国のチィは異世界の同一人物。

### 絵本の中の世界
本の中での世界の出来事を自由に決める事ができる羽根ペンにより、モコナ以外の4人が本の中の世界に取り込まれる。モコナは本の中の世界から4人を助け出そうとする。
本世界の元ネタは、CCさくらのアニメオリジナルで登場したクロウ･カードの創（クリエイト）である。
エメロード声 - 島本須美
本の世界の語り部。モコナに羽根ペンの力について教えた。羽根の力でその中の世界を自由に記述できた。サクラの羽の力によって魂が現世にとどまっており、羽をモコナが受け取ったことで旅立った様子。ジェイド国のエメロードは異世界の同一人物。

### ダローガ公国
前の国で手に入れた羽根が停車中のトラックに引っかかり、そのままそのトラックが発車する。困り果てていた一行だが、すぐあとに来たバスに乗り、そのトラックを追いかけることに決める。だが、バスの乗客は皆どこかで見たような何か訳ありの人達ばかり。この国にいる人物は老人以外は全て異世界の同一人物である。
譲刃、笙悟、プリメーラ、老人
声 - 千葉千恵巳（譲刃）、檜山修之（笙悟）、望月久代（プリメーラ）、八奈見乗児（老人）
4人ともバスの乗客。なお、老人の初出は『魔法騎士レイアース2』のチャンアン。
千歳声 - 本多知恵子
バスの乗客の1人で、小狼たちが乗り込んだ長距離バスを製作した会社の元技術者。

### ケルベ国
ケルベロス声 - 久川綾
ケルベ国の守護神。羽根の力で小さくなった国の人々を元に戻すためモコナに協力を求める。
初出は『カードキャプターさくら』の同名人物。なお、CLAMPの他作品初出のキャラクターでは唯一、原典のアニメ版と担当声優が同一である。

### キィシムの国
再びナユタヤ国についた一行は、キィシムにより人々の魂が奪われる事件に遭遇する。真相を調べていくうち、かつて戦ったキィシムに出会い、キィシムの国に羽根を求めて向かうことになるが、そこでは新たに羽根を手に入れたブルガルが影で暗躍していた。
高麗国も参照。
チュニャン声 - 伊藤静
ナユタヤ国での異変を、ただ一人キィシムが悪いのではないと主張し和解を説いていた。キィシムの国に渡り、母チェニャンの教えをキィシムを通して学ぶ。
キィシム声 - 勝生真沙子
キィシムの国にブルガルを連れ去ったが、羽根を得たブルガルによって返り討ちに遭っていた。小狼やチュニャンをキィシムの国に導く。
ブルガル声 - 梅津秀行
キィシムの国で羽根を得て、影からキィシムを支配していた。
空汰・嵐
声 - 陶山章央（空汰）、平松晶子（嵐）
ナユタヤ国の住人。空汰はキィシム討伐を決起しようとしていたが、小狼達がキィシムの国に移動する際に巻き込まれてキィシム達の真意を知ることになる。

### ラグタイムワールド
近代ヨーロッパの工業時代のような国。たどり着いた店のショーウィンドウに羽根が使われたブローチを見つけ、早速買い戻そうとするが一行には資金がない。仕方なく働くことにするが社会的に慢性的な仕事不足になっており、なかなか良い仕事が見つからない。この世界も異世界の同一人物が多い。
織葉声 - 千葉紗子
羽根をブローチに加工して展示していた宝石店の店主。3日だけブローチを売るのを待つ約束をする。
絵里衣声 - 林真里花
桃矢声 - 三木眞一郎
雪兎声 - 宮田幸季
草薙声 - 石母田史朗
正義声 - 瀧本富士子
カルディナ声 - 浅川悠
蟹夫声 - 桜井敏治

### タオの国
古代中国のような国で、国民がみな僊力（センリキ）を使うことが出来る。羽根の力を感じ取った一行は、この国の王、羽王（はおう）カオスに会いに行く。この世界も異世界の同一人物が多い。
カオス声 - 小野賢章
羽王と呼ばれ国民に慕われる、高い僊力を持った青年。羽根を収集していて桜の羽根も複数所持しているが、それを隠して小狼たちを怪鳥「玄鶴」が住む山に向かわせるなど、言動に不審な点が多い。
キーファ声 - 菊池正美
シャルメ声 - 豊口めぐみ
北斗七君声 - 大倉正章
桃矢声 - 三木眞一郎
雪兎声 - 宮田幸季

### 鳥カゴの国
劇場版オリジナル。この国は巨大な籠に覆われていて、住人はそれぞれ鳥を持っている。知世姫以外は全員オリジナルキャラクター。
知世姫声 - 坂本真綾
鳥カゴの国の姫。王に自分の声と、自らが連れる鳥「雷飜（ライファン）」を封印されてしまう。各世界の知世は異世界の同一人物。
コルリ声 - 津村まこと
知世姫をかくまう村の少年。ココルリを連れている。
王声 - 中田譲治
知世姫の叔父。鳥カゴの国を永久に閉じようと企む。
親衛隊長声 - 三宅健太
知世姫を助けるため、王の護衛となり機会を伺っていた。

## 語られなかった世界
週刊少年マガジン本誌、マガジン増刊ワンダー等に4ページほどで掲載される短編。コミック巻末等に収録される。その時の国での余談や、サクラの羽と関連のない世界など設定はさまざま。従って発表時期も雑多なので本記事中においても順不同で紹介する。なお、先頭に☆の付いている作はその際本誌連載が休載している時の掲載（一週置いて『私立堀鐔学園』と交代で掲載された3週間分を含む）を表す。
1. マガジン増刊ワンダー掲載。コミック8巻収録：寿司屋の前に移動した一行は「おごったげる！」というモコナの言葉に従い入店する。小狼だけは通貨がないのを心配していたが、一行は寿司を気に入り満腹になるまで食べた（ファイは生魚が苦手なため、あまり食べていない）。会計時、小狼が通貨のことを話しはじめた瞬間、モコナが次元移動を開始して一行を吸い込み、店主に挨拶をして食い逃げする。
2. ☆週刊少年マガジン本誌掲載。キャラクターガイド収録：もしもピンチの時に言葉が通じなくなったら、という話。本編でもこの件に基づく危惧が示唆されている所がある。コミックス収録時と本誌収録時に内容の相違が最も大きい作品。
3. ☆週刊マガジン本誌掲載。コミック10巻収録：一行の部屋がひどく荒らされていたため、モコナが推理を買って出る。しかし、部屋を調査するうちにモコナが犯人だということが明らかになってしまう。最後に「黒鋼→推理小説自体に興味がないタイプ」・「ファイ→推理小説ズレしていてすぐに犯人が分かるタイプ」・「小狼→推理小説はちゃんと推理して読むタイプ」・「サクラ→推理小説は推理せずに読むタイプ」と記載がある。
4. マガジンSPECIAL掲載。コミック12巻収録：黒鋼が愛読している雑誌「マガニャン」にまつわる話。マガニャンは様々な国（次元）で発行されており、連載されている漫画も同じだが本の形態だけはそれぞれ異なっている。ファイは「湖の国」にもマガニャンがあったのだろうかと疑問を投げかけるが、水の中では無理だろうと黒鋼は言う。一方、「湖の国」では人々がマガニャンの発売日について話していた。
5. マガジンSPECIAL掲載。コミック13巻収録：レコルト国の図書館外でモコナは侑子と会話を始め、4人の寝相について尋ねられる。サクラの寝相は悪く、ファイはうつ伏せで、黒鋼は動かずに寝ているらしい。モコナは「小狼も動かないんだけど…あれって寝てるっていうより…」というところで口ごもる。だが「黒鋼と小狼、どっちも同じくらい痛そうなの。だから今日は二人と寝てあげる。二人とも元気になるといいな」と二人を気遣う描写がある。
6. マガジンSPECIAL掲載。コミック15巻収録：山荘に泊まった一行の怪談（または怖い事）の話。アニメに登場した霧の国におけるエピソードの元ネタでもある話[8]もある[9]。
7. 書き下ろし。キャラクターガイド2収録：黒鋼は実は牛乳が苦手であるという話。
8. 書き下ろし。原画集収録：男性陣3人が侑子へのホワイトデーのお返しを探し回る話。この話で結局フォンダンショコラとなるそのお返しは後に『XXXHOLIC』で重要な事に関わる。
9. ☆週刊少年マガジン本誌初掲載話。モコナが旅の仲間に其々の夢を聞いて自分がとある夢を見る話。アニメに丸々一話用いられた話でもある。